# Joseph Besnard

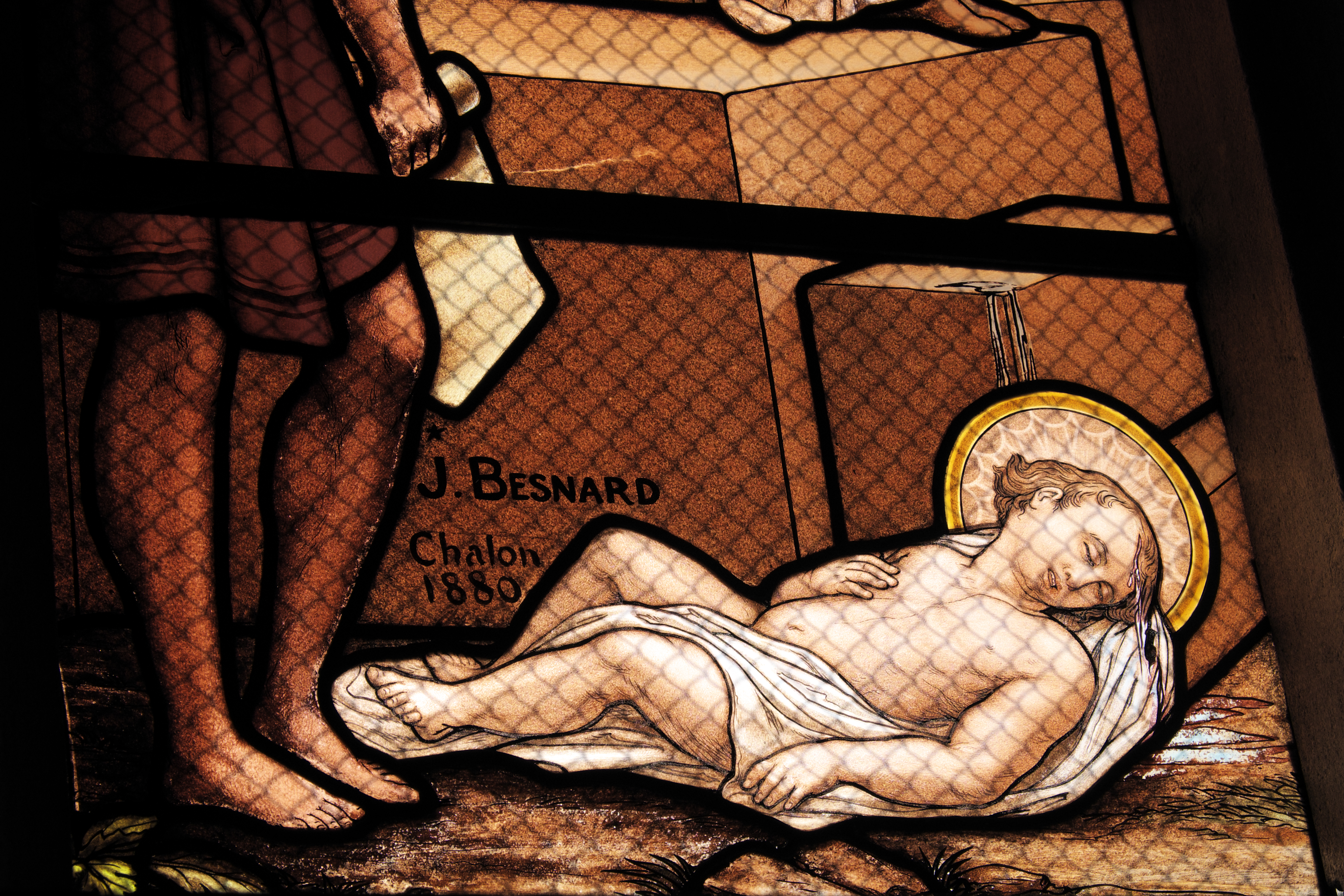
Bleiglasfenster in der Pfarrkirche Saint-Cyr-et-Sainte-Julitte in Volnay, mit Signatur

Joseph Besnard (* 12. Februar 1834 in Beaufort-en-Vallée (heute Beaufort-en-Anjou, Département Maine-et-Loire); † 24. November 1905 in Chalon-sur-Saône) war ein französischer Glasmaler, der zahlreiche Kirchenfenster vor allem in den Départements Côte-d’Or und Saône-et-Loire schuf.

## Leben

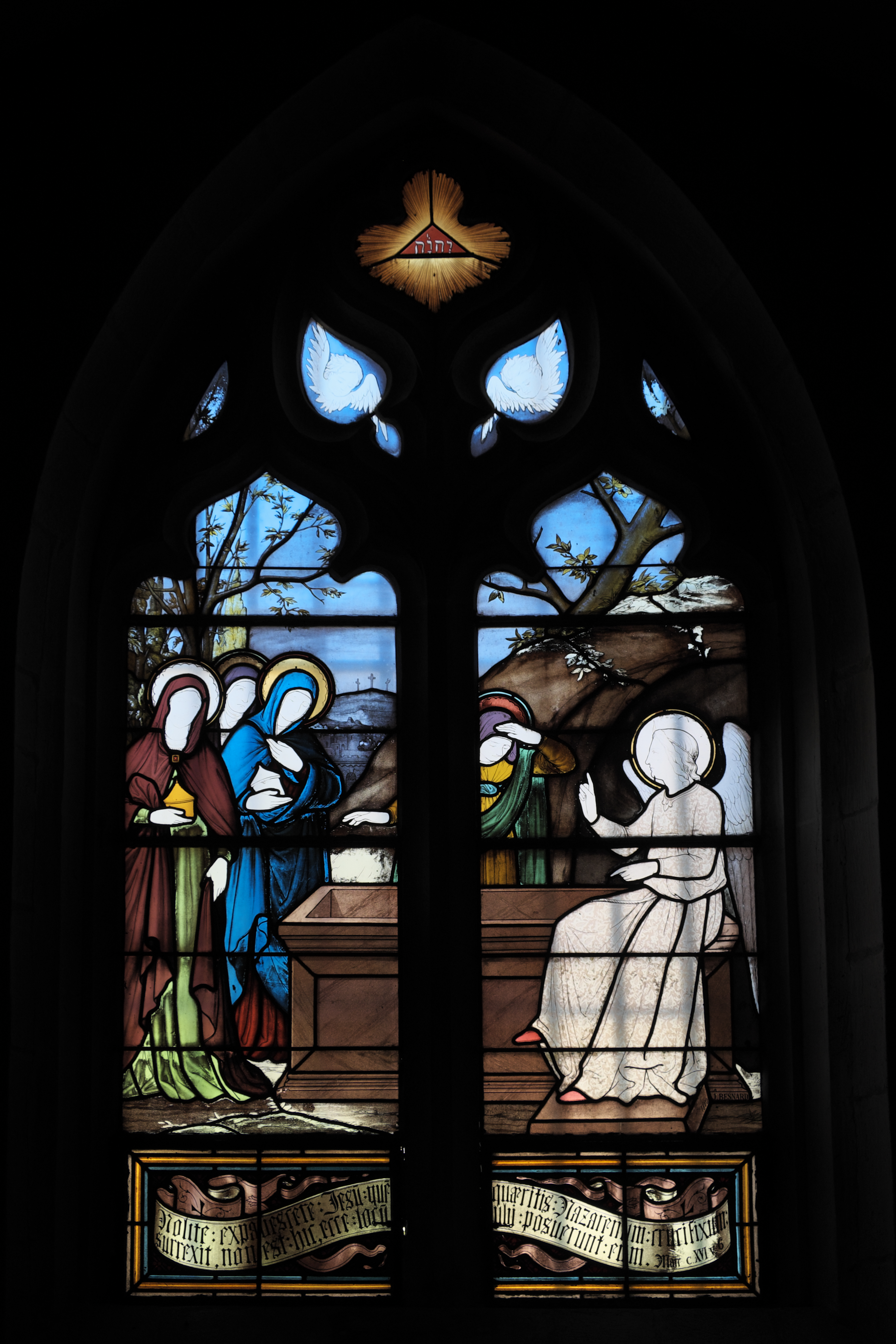
Bleiglasfenster in der Pfarrkirche Notre-Dame-de-l’Assomption in Puligny-Montrachet

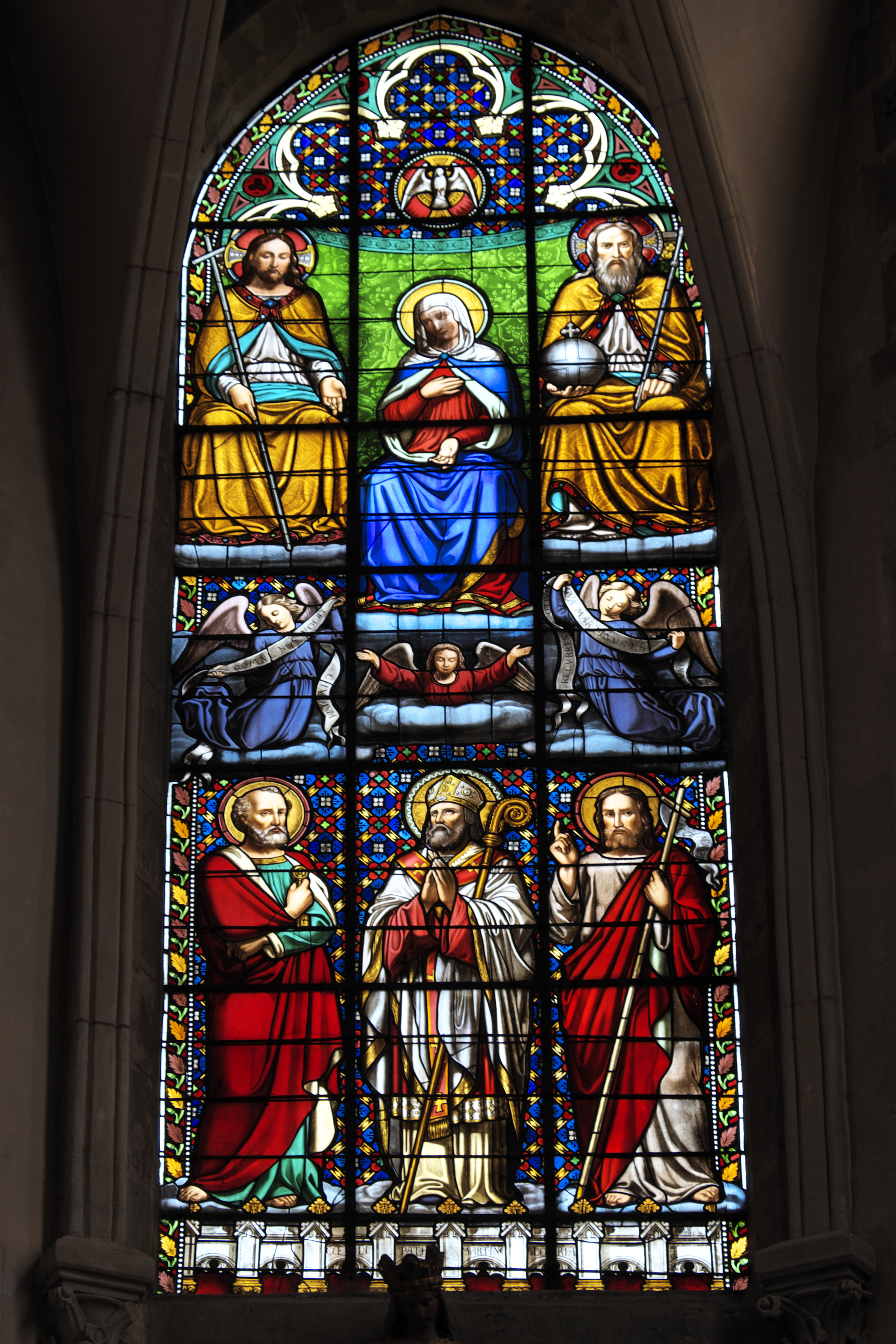
Bleiglasfenster in der Pfarrkirche Saint-Martin in Nolay

Joseph Besnard erhielt seine Ausbildung bei Julien-Léopold Lobin, der in Tours eine Glasmalerei betrieb. 1862 ließ sich Joseph Besnard in Toulouse nieder, 1870 siedelte er sich in Chalon-sur-Saône an. Dort gründete er im Jahr 1871 eine Glasmalereiwerkstatt. 1874 wurde er Mitglied der Société d’histoire et d’archéologie de Chalon-sur-Saône. Seine Werkstatt, in der auch seine Tochter Marie Pauline Joséphine und sein Sohn Pierre mitwirkten, war bis 1899 in Betrieb.

## Ausstellungen
Joseph Besnard nahm an Ausstellungen in Lyon (1872) und Mâcon (1874) teil. 1880 und 1881 stellte er im Pariser Salon aus.

## Werke (Auswahl)
- 1871–1879: 15 Fenster in der Pfarrkirche Notre-Dame de l’Assomption in Ciel[1]
- 1871–1889: Fenster in der Pfarrkirche Conversion-de-Saint-Paul in Corgengoux
- 1872: Acht Fenster in der Pfarrkirche Saint-Laurent in Pontoux
- 1873: Apsisfenster Madonna mit Kind in der Pfarrkirche Notre-Dame in Montamisé
- 1876: Fenster 6 und 8 (Herz Jesu) in der Pfarrkirche Nativité de la Vierge in Allerey-sur-Saône
- 1876: Fenster 2 (Unterweisung Mariens) und Fenster 4 (Dreifaltigkeit, Maria, Apostel Petrus, heiliger Martin, Johannes der Täufer) in der Pfarrkirche Saint-Martin in Nolay
- 1877: Zehn Fenster der Pfarrkirche Saint-André in Bragny-sur-Saône
- 1877: Fenster Pfarrkirche Notre-Dame-de-la-Nativité in La Rochepot
- 1878: Fenster in der Pfarrkirche Trinité in Franxault
- 1878: Fenster in der Pfarrkirche Saint-Aubin in Saint-Aubin
- 1879: Drei Fenster in der Pfarrkirche Notre-Dame de l’Assomption in Navilly
- 1879: Fenster 0 (Herz Jesu) in der Pfarrkirche Saint-Hilaire in Bignoux
- 1879: Fenster in der Pfarrkirche Saint-Cassien in Savigny-lès-Beaune
- 1880: Fenster (Frauen am Grab) in der Pfarrkirche Notre-Dame de l’Assomption in Puligny-Montrachet
- 1880: Fenster in der Pfarrkirche Saint-Cyr-Sainte-Julitte in Volnay
- 1884–1888: Zwei Fenster in der Pfarrkirche Saint-Martin in Saint-Martin-en-Gâtinois
- 1888–1890: Fenster in der Pfarrkirche Saint-Philippe-et-Saint-Jacques in Pommard
- um 1890: Fenster in der Kirche Saint-Henri in Le Creusot[2]
- 1890: Fenster 3 bis 6 im Hôtel-Dieu in Beaune
- um 1896: 13 Fenster in der Pfarrkirche Saint-Loup in Saint-Loup-Géanges

Weitere Bleiglasfenster von Joseph Besnard befinden sich in der Pfarrkirche Nativité de la Vierge in Toutenant, in der Pfarrkirche Saint-Aignan in Rouvres-sous-Meilly und in der Kathedrale von Autun sowie in den Kirchen von Auvillars-sur-Saône, Chagny und Corberon.

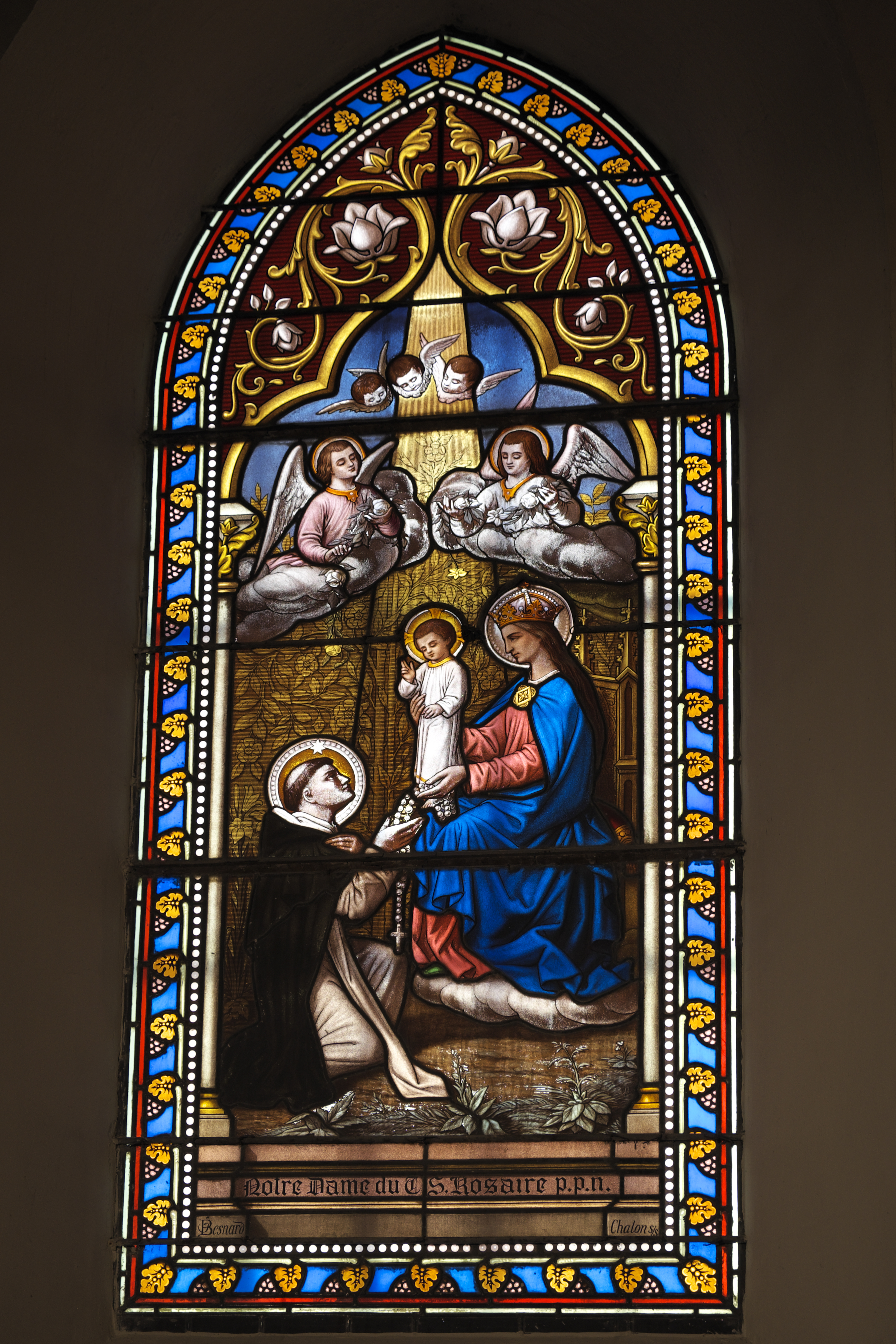
Fenster in der Kirche Saint-Cyr-et-Sainte-Julitte in Volnay
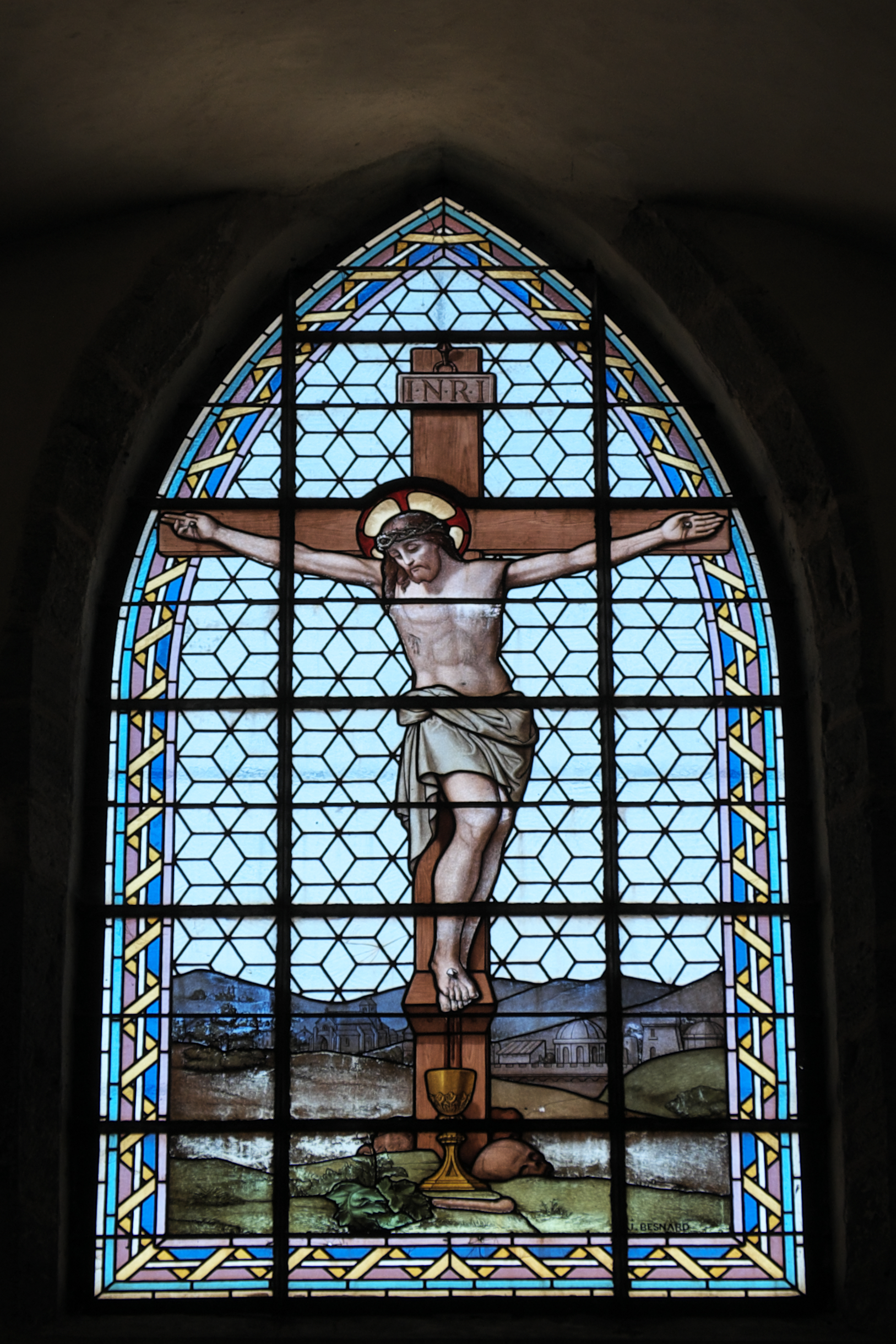
Fenster in der Kirche Saint-Cyr-et-Sainte-Julitte in Volnay
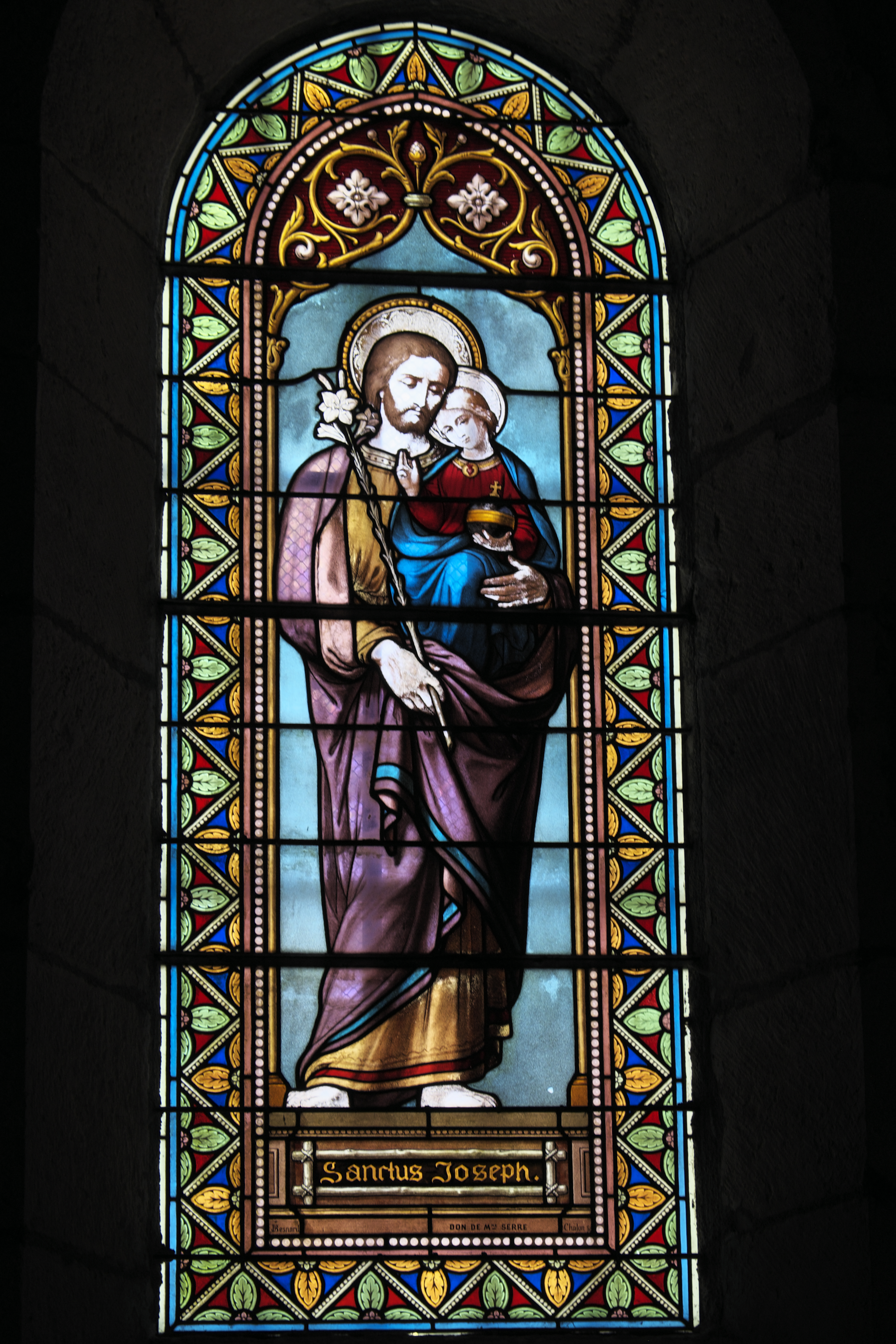
Fenster in der Kirche Saint-Romain in Saint-Romain
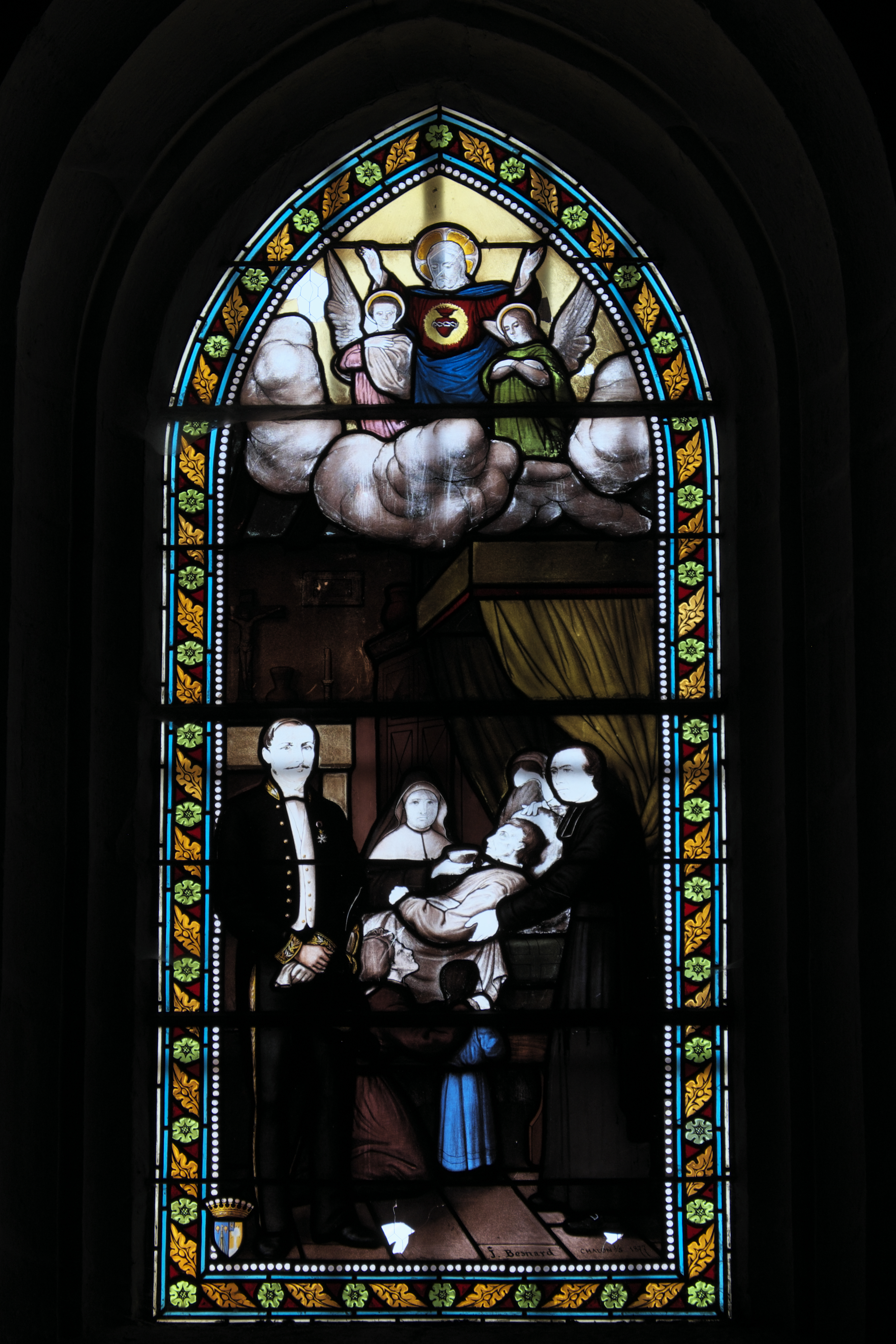
Fenster in der Kirche Notre-Dame-de-la-Nativité in La Rochepot